# Euagrus charcus
Espèce
Euagrus charcus est une espèce d'araignées mygalomorphes de la famille des Euagridae.

## Distribution
Cette espèce est endémique du Mexique. Elle se rencontre au San Luis Potosí, en Hidalgo, au Zacatecas, au Durango, au Coahuila, au Nuevo León et au Tamaulipas.

## Description
La carapace du mâle holotype mesure 4,4 mm de long sur 3,5 mm.

## Publication originale
- Coyle, 1988 : A revision of the American funnel-web mygalomorph spider genus Euagrus (Araneae, Dipluridae). Bulletin of the American Museum of Natural History, no 187, p. 203-292 (texte intégral).